# 高瀬弥一
高瀬 弥一（たかせ やいち、1887年7月28日 - 1954年10月5日）は、日本の実業家、町会議員、中学校教諭。正式な表記は髙瀨 彌一。莫大な土地を相続し、藤沢市の大地主として、住宅地開発、自動車道路、上水道敷設に功労した。和辻哲郎、林達夫の義兄に当たる。

## 経歴
- 1887年7月28日 - 横浜で誕生。父・三郎（酒精貿易商）、母・キク。
- 1893年4月 - 尋常高等太田小学校（現横浜市立太田小学校）に入学。
- 1899年4月 - 神奈川県中学校（現神奈川県立希望ヶ丘高等学校）に進学。
- 1901年7月16日 - 父・三郎が破産。
- 1902年3月4日 - 父・三郎、鵠沼中藤ヶ谷7200、藤ヶ谷停留所東側の百両山砂丘一帯の山林2万坪余を高瀬弥一名義で購入。
- 1907年9月 - 旧制第一高等学校英法科・文科に入学。
- 1910年6月21日 - 横浜市太田町4-75から藤沢町鵠沼7155へ転籍届提出。
- 1911年9月 - 東京帝国大学文科大学に進学。国文科に学ぶ。
- 1912年 - 友人の和辻哲郎が妹の照と結婚、照の持参金に鵠沼の土地1万坪が与えられる[1]。
- 1916年4月1日 - 財団法人私立藤嶺中学校、開校。同校教諭に着任。
同年12月20日 - 父・高瀬三郎、胃癌のため鵠沼中藤ヶ谷7200にて没。享年57。弥一、生業を嗣ぐ（中学校教諭退職）。
- 1917年3月14日 - 阿川つる(本郷の学生下宿の娘)と結婚。
同年3月 - 清浄光寺（遊行寺）直檀墓地に高瀬家墓所を建てる。
同年9月1日 - 長女・笑子、誕生。
- 1918年 - 中藤ヶ谷、高瀬名義の山林を銀座の豪商「徳力」へ売却[2]。
- 1919年6月29日 - 長男・弥太郎、誕生。
同年 - 現在の江ノ島電鉄線石上駅西方の農地・山林を購入。一部に邸宅を建設。川袋の自邸から高砂駅前まで道路を高瀬通りとして開設したのち両側を海軍将官や横浜の富裕層向けの住宅地として分譲、高瀬家から藤沢駅を結ぶ道路を開設し橘通りとし、周辺に住宅地を設けるなど土地の宅地化を進めた（高瀬住宅地）[3]。
- 1920年 - 次男・逸男、誕生。
同年9月10日 - 川袋の邸宅完成。移転。純和風数寄屋造りのこの弥一邸は「鵠沼御殿」と呼ばれた[2]。
- 1922年6月 - 藤沢町会議員第4期改選に出馬、当選。
同年 - 住宅地開発と藤沢-鵠沼海岸を結ぶ道路建設に着手。末妹の芳が林達夫と結婚。
- 1923年7月5日 - 次女・美枝子、誕生。
同年9月1日 - 関東大震災で川袋高瀬邸全潰。次女・美枝子、圧死。
同年9月 - 藤沢町議会、大震災復興のため善後策委員会を設置。委員名の筆頭に高瀬弥一の名がある。
- 1924年9月15日 - 三男・三郎、誕生。
- 1925年5月 - 高瀬弥一らによる鵠沼新道開通。（地主の名を採り橘通り→高瀬通り→上郎通り→宮崎町→髙松通り→小川町→熊倉通りと命名）
- 1926年3月13日 - 江之島水道株式会社を創立（資本金125,000円）。
同年6月 - 藤沢町会議員第5期改選。高瀬弥一再選。
同年12月14日 - 鵠沼の高瀬弥一邸の井戸を水源とする江之島水道通水式。
- 1928年2月 - 江之島水道、玉川水道と提携、湘南水道株式会社として事業を拡張。
同年 - 三女・八重子、誕生。
- 1929年12月 - 藤沢町会議員第6期改選に出馬せず。議員引退
- 1931年3月 - 四女・由美子、誕生
同年4月 - 長男・弥太郎、飛び級で県立湘南中学校に入学。
- 1933年3月30日 - 県営水道、湘南水道株式会社を合併。4月1日 - 日本最初の広域水道としての県営水道を設置。藤沢営業所、開設。
- 1935年4月 - 長女・笑子、津田英学塾に入学。
- 1936年3月14日 - 母・キク、死去。
同年3月20日 - 妻・つる、死去。笑子、津田塾を休学。
- 1940年 - 川袋の邸宅を手放し、花沢町に転居。
- 1942年 - 花沢町の邸宅を手放し、片瀬町の西方（にしかた）に借家し転居。
- 1949年3月 - 笑子、津田塾を卒業、東京大学文科に編入。
- 1951年 - 笑子、東大初の女子学生として卒業。ガリオア留学生として米国ミネソタ大学に入学。
- 1954年10月5日 - 高瀬弥一、仙台・東北大学病院にて没。享年67。墓所は清浄光寺（遊行寺）。

## 家族親族
- 実父：高瀬三郎(1858-1916) - 横浜の貿易商。鎌倉十二所の代々の名主・山口家の二男として生まれ、修文館で漢学、東京外国語学校でドイツ語を学び、東京帝国大学医学部官費生となったが中退し、遞信省御用掛を経て1879年にドイツ商館アーレンス商会に入って貿易実務を習得する[4]。1883年に徴兵回避などの理由で髙瀨家の養子となり、1894年に仲間と輸入品売買の横濱貿易株式會社設立、日清戦争景気に乗じて翌年髙瀨商店を設立し、陸海軍など官庁の納入業となり巨万の富を築いた[4]。1886年に横浜金沢の名主の娘・キクと結婚[4]。
- 妹
  - 照 - 和辻哲郎の妻。持参金として父高瀬三郎から鵠沼の土地1万坪を贈与される。
  - 千代 - 坂順三の妻。坂は和辻の友人で、三井物産を経て三燐練炭社長[1][5]。
  - 喜美（君子） - 窪田忠彦（数学者）の妻（17歳で結婚、新婚旅行中に逃げ出し、連れ戻されるも離婚[6]）
  - 松 - 矢代幸雄の妻（離婚）
  - 芳 - 林達夫の妻

- 妻
  - つる （旧姓阿川） - 下宿屋の娘
- 子
  - 長女 笑子 - 東京大学初の女子学生。ミネソタ大学名誉教授（在米）
  - 長男 弥太郎 - 日本興業銀行
  - 次男 逸男 - 高瀬家当主
  - 次女 美枝子 - 生後間もなく関東大震災で死亡
  - 三男 三郎 - 建設省
  - 三女 八重子 - 吉川某の妻
  - 四女 由美子 - カトリック修道女

## エピソード

### 中藤ヶ谷鵠沼御殿と大正教養主義
江之島電氣鐵道が開通して間もなく、現在の柳小路駅と鵠沼駅の中間にあった藤ヶ谷停車場から東の百両山砂丘一帯に2万坪を超す敷地と巨大な冠木門、豪壮な建物で「鵠沼御殿」と噂される高瀬邸が完成した。電車が藤ヶ谷停車場に近づくと、車掌が「次は藤ヶ谷、高瀬邸前」と叫んだという。邸内には少なくとも4軒の離れがあり、大正時代初期に高瀬弥一の先輩に当たる阿部次郎、安倍能成、そして高瀬家の長女・照と結婚した和辻哲郎、さらに茅野雅子が借家して居を構えた。彼らは時折「例の会」と称する牛鍋を囲んで談論する催しを、友人で夏目漱石門下の小宮豊隆や森田草平らを招いて開き、ここから「大正教養主義」と呼ばれる思潮が生まれた。また、谷崎潤一郎、芥川龍之介、与謝野晶子らの文人も彼らを訪問した。

### 川袋高瀬邸と高瀬通り・江之島水道
高瀬弥一は豪壮な鵠沼御殿を嫌い、中藤ヶ谷の屋敷を銀座の豪商・徳力に売却し、江之島電氣鐵道高砂（たかすな）停車場（現在の石上駅）西方一帯を買い占め、南向き斜面3千坪を敷地とする数寄屋造りの瀟洒な屋敷を構え、その下の低湿地に2千坪の池を掘って舟を浮かべた。関東大震災で屋敷は倒壊し、次女を失ったが、火事は起こさなかったため廃材を利用して復興できた。四軒別荘（現在の鵠沼松が岡）で被災した林達夫・芳（弥一の末妹）夫妻が離れにしばらく居住した。藤沢駅から門前を結ぶ道路を建設し、橘通りと名付け、江の島道から門前を通る道路を建設し、高瀬通りと呼ばれた。時は人力車時代から自動車時代へと向かっていた大正末期、藤沢駅と鵠沼海岸を結ぶ自動車道路建設を計画し、地主に呼びかけて鵠沼新道（地主の名を採り高瀬通り - 上郎通り - 宮崎町 - 髙松通り - 小川町 - 熊倉通りと命名）を敷設した。開通間もないこの道路のことは、当時短期間鵠沼海岸に住んだ芥川龍之介の小説「歯車」 の冒頭に描かれている。この道は完成後藤沢町に寄附する予定だったが、町はこれを受け入れず、多額の固定資産税が弥一の財力を急速に奪った。弥一はまた、自宅の井戸水を江の島に送る「江之島水道」を建設した。これは1928年（昭和3年）に東京府の玉川水道株式会社と業務提携を結んだ際に「湘南水道株式会社」と商号を変更、1933年（昭和8年）には神奈川県に買収されて県営水道となり、継続的な収入には結びつかなかった。屋敷と池の5千坪以外の土地は「高瀬住宅地」として分譲され、主に横須賀鎮守府の軍人らが購入した。江口朴郎が少年時代を過ごしたのもここである。また、第一高等学校の校長になった杉敏介も高瀬家の筋向かいに住み、一高時代の恩師との交流も芽生えた。しかし、折からの世界恐慌で、不動産業も行き詰まった。高瀬弥一の晩年は、アルコール使用障害に罹り、悲惨なものだったという。

## 文献
- 高瀬笑子 『鵠沼断想』 武蔵野書房（私家版）、1998年。
- 高瀬笑子 『ゆく河の流れ』 武蔵野書房、2002年。